# Bispo-de-zanzibar
Bispo-de-peito-preto, bispo-de-peito-negro ou bispo-de-zanzibar (Euplectes nigroventris) é uma espécie de ave da família Ploceidae.
Pode ser encontrada nos seguintes países: Quénia, Moçambique e Tanzânia.